# Sieg Heil

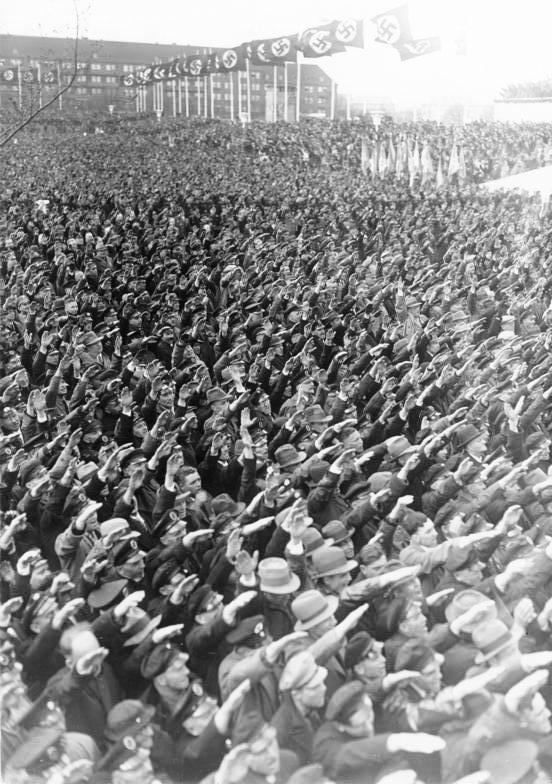
Alemanes haciendo el saludo hitleriano junto con el Sieg heil en una Reunión en Berlín, 1935.

«Sieg Heil» es una frase en alemán que se podría traducir como «saludo a la victoria». En la Alemania del Tercer Reich se utilizaba con frecuencia en los encuentros políticos. En la vida cotidiana era más común dar el saludo hitleriano: «Heil Hitler», es decir «¡salve, Hitler!». Sieg Heil se reservaba para actos de masas. El orador gritaba «Sieg» y el público respondía «Heil» repetidas veces, aumentando cada vez más el volumen.
La expresión fue acuñada durante un mitin del partido cuando Joseph Goebbels la pronunció y todos los presentes la apoyaron; sin embargo, el confidente personal del Führer, Ernst Hanfstaengl, reivindicó la autoría. Las banderas con la inscripción junto a la esvástica también aparecieron durante los mítines políticos, mientras que en 1933 se creó una insignia que representaba la corona de la victoria, la esvástica y el lema.
Desde el fin de la Segunda Guerra Mundial, pronunciar esta frase en Alemania ha constituido un delito (primero en las zonas de ocupación, después en la Alemania Occidental y la Oriental, y finalmente en el moderno Estado alemán), actualmente punible con hasta tres años de prisión. Como en la mayoría de delitos recogidos en el Sección 86a del código penal alemán, la única excepción que no se considera delito es el uso de la locución con fines educativos (en libros, documentales, clases, etc).